# 12 Hour Shift
Turno de 12 horas (en inglés 12 Hour Shift) es una película de terror y comedia negra estadounidense de 2020 escrita y dirigida por Brea Grant, protagonizada por Angela Bettis, Kit Williamson y David Arquette. 
Bettis interpreta a Mandy, una enfermera adicta a las drogas involucrada en un esquema de tráfico de órganos en el mercado negro en 1999. Arquette fue uno de los productores de la película, junto con su esposa Christina Arquette y Jordan Wayne Long, Tara Perry y Matt Glass. La película también presenta música compuesta por Glass.

## Sinopsis
Los cuerpos comienzan a acumularse cuando una enfermera drogadicta y su enloquecido primo intentan encontrar un riñón de reemplazo para un traficante de órganos.

## Reparto
| Actor                  | Personaje       |
| ---------------------- | --------------- |
| Angela Bettis          | Mandy           |
| David Arquette         | Jefferson       |
| Chloe Farnworth        | Regina          |
| Mick Foley             | Nicholas        |
| Kit Williamson         | Myers           |
| Nikea Gamby-Turner     | Karen           |
| Tara Perry             | Dorothy         |
| Brooke Seguin          | Janet           |
| Dusty Warren           | Mikey           |
| Tom DeTrinis           | Sr. Kent        |
| Thomas Hobson          | Derrick         |
| Julianne Dowler        | Cathy           |
| Briana Lane            | Cheryl Williams |
| Sydney Steinberg       | Denise Hamford  |
| Taylor Alden           | Shawna          |
| Missy Stahr Threadgill | Sra. Patrick    |
| Scott Dean             | Efron           |
| Ted Ferguson           | Collins         |
| Aaron Preusch          | Andrew          |

## Recepción

### Crítica
En el sitio web del agregador de reseñas Rotten Tomatoes , la película tiene un índice de aprobación del 77% basado en 75 reseñas, con una calificación promedio de 6.6/10. El consenso de los críticos del sitio web dice: "Intenso, retorcido y oscuramente divertido, 12 Hour Shift es una travesura de atraco inusualmente inteligente con un toque refrescante centrado en las mujeres".
En Metacritic , la película tiene una puntuación media ponderada de 65 sobre 100 basada en 11 críticos, lo que indica "críticas generalmente favorables"..